# 京都府立桃山高等学校
京都府立桃山高等学校（きょうとふりつ ももやまこうとうがっこう）は、京都府京都市伏見区桃山毛利長門東町にある公立の高等学校。

## 概要
桃山丘陵の京都市全域が見渡せる比較的閑静な教育環境にある。前身にあたる旧制桃山中学は、当初は京都府立京都第四中学校と名付けられる予定であったが、桃山御陵の近くにあるということで「桃山」の名前が付せられた。
1977年に京都府立東稜高等学校が開校するまで、長らくの間伏見区に位置する京都府立の高校では唯一の存在であった。
2010年以降、文部科学省よりスーパーサイエンスハイスクール (SSH) に指定されており、2020年には第3期の指定を受けた（5年間）。グローバル（国際性）サイエンス（科学）に関わる探求型融合科目が設定されている。SSH事業の中核である自然科学科は「スーパーサイエンスキャンプ」などという研修旅行が行われている。
2022年12月より大規模改修工事が行われている。その間、グラウンドに建設した仮設校舎棟が使用される。
新1号館（正門正面）は2024年1月より運用された。新2号館（正門左手）は2025年8月より運用予定。
4号館や体育館に関しても順次改修される。

## 設置学科
全日制
- 普通科
- 自然科学科 - 理数系専門学科。すべての通学圏から志願可能。

定時制（単位制）
- 普通科
- 商業科

## 沿革
- 1918年 - 前身の京都府立桃山高等女学校を京都府女子師範学校に併設開校。
- 1921年 - 京都府立桃山中学校開校。
- 1948年
  - 4月 - 学制改革により、桃山中学校を京都府立桃山高等学校、桃山高等女学校を京都府立桃山女子高等学校とそれぞれ改称。高校三原則により全日制・定時制課程、普通科・商業科設置。
  - 10月 - 府内新制高等学校再編制実施により、旧桃山高等学校と旧桃山高等女学校を併合して新京都府立桃山高等学校創設。
- 1985年 - 全日制商業科募集停止、普通科第I類、第II類（人文系・理数系）を設置。
- 2006年 - 自然科学科を設置。文部科学省の「SPP（サイエンス・パートナーシップ・プログラム事業）」に指定。
- 2010年 - スーパーサイエンスハイスクール (SSH) に指定（2015年、2020年にも指定）。
- 2014年4月 - 普通科第I類、第II類を撤廃。

## 部活動
全校生徒の9割が部活動に加入している。体育系では弓道・卓球・山岳など、文化系ではグローバルサイエンス・将棋などが全国大会へ出場している。
- 運動部 - 陸上競技、バスケットボール、バレーボール、卓球、ソフトテニス、ハンドボール、サッカー、ラグビー、バドミントン、柔道、剣道、弓道、テニス、硬式野球、山岳
- 文化部 - 演劇、吹奏楽、美術、書道、イベントプロデュース（放送）、将棋、茶道、軽音楽、グローバルサイエンス（GS）、英語

## 著名な出身者
- 山村美紗 - ミステリー作家
- 谷川俊太郎 - 詩人
- 川畑泰史 - お笑いタレント（よしもと新喜劇 劇団員）
- 大工勝 - 元プロ野球選手
- 奥本保昭 - 元高校野球指導者
- 中尾真那 - プロサッカー選手
- 松岡正美 - フリーアナウンサー
- 北村晃一 - 俳優
- 奥山茂彦 - 衆議院議員、京都市会議長
- 清水鴻一郎 - 衆議院議員
- 松本和朗 - 元駐ハンガリー大使、元参議院事務局渉外部長
- 村田良平 - 元駐米大使、元外務事務次官
- 藤永幸治 - 元東京高等検察庁検事長、元東京地検特捜部長
- 巽外夫 - 元住友銀行頭取
- 山中諄 - 南海電気鉄道代表取締役会長、関西経済同友会代表幹事
- マツモトアキノリ - ラジオDJ
- 荒木実 - 元競輪選手、競輪評論家
- 西村豁通 - 同志社大学名誉教授
- 丸野一樹 - 競艇選手
- 大西祐資 - 京都新聞社社長
- 櫻井雄一 - テレビプロデューサー
- 浦井のりひろ(男性ブランコ)- お笑いタレント

## アクセス
自然科学科には亀岡市や木津川市から通学する生徒も存在する。
- 京阪本線丹波橋駅 徒歩5分
- 近鉄京都線近鉄丹波橋駅 徒歩5分
- JR奈良線桃山駅 徒歩8分